# حسين أباد (سياه منصور)
حسين أباد (بالفارسية: حسین‌آباد) هي قرية تقع في إيران في قسم سیاه منصور الريفي. يقدر عدد سكانها بـ 151 نسمة .